# Zweiter Tschetschenienkrieg
Der Zweite Tschetschenienkrieg war ein militärischer Konflikt in der russischen Kaukasusrepublik Tschetschenien und schloss an den Ersten Tschetschenienkrieg an, der im Juni 1996 mit einem Abkommen beendet worden war. Er begann 1999 und endete im April 2009. Beiden Seiten wurden später schwere Menschenrechtsverletzungen nachgewiesen.

## Hintergrund
Im Ersten Tschetschenienkrieg, welcher von 1994 bis 1996 andauerte, konnte die Tschetschenische Republik Itschkerien ihre Unabhängigkeit behaupten. Darauf folgte im Mai 1997 ein Friedensvertrag, der von Aslan Maschadow (vertretend für Itschkerien) und Boris Jelzin (vertretend für Russland) unterschrieben wurde.
Rund 400 tschetschenische Freischärler unter der Führung von Schamil Bassajew und Ibn al-Chattab griffen jedoch am 7. August 1999 die russische Nachbarrepublik Dagestan an. In diesen Kämpfen (siehe Dagestankrieg) bis zum 26. August 1999 kamen rund 73 russische Soldaten ums Leben und 259 wurden verwundet. Zwischen dem 5. und 15. September 1999 griffen rund 2000 Kämpfer den dagestanischen Bezirk Nowolakskij an und töteten mehrere hundert Menschen.
Am 8. September 1999 zerstörte eine Sprengladung einen Wohnblock in der Gurjanow-Straße im Süden Moskaus, 94 Menschen starben. Vier Tage später wurde ein Wohnblock in der Kaschira-Chaussee in Moskau durch eine Explosion völlig zerstört, 119 Menschen starben.
Beide Anschläge waren laut der Journalistin Katrin Eigendorf und laut dem ehemaligen FSB-Agenten und Dissidenten Alexander Litwinenko von Wladimir Putin inszeniert. Unter westlichen Fachleuten wird die Theorie, dass der russische Geheimdienst FSB in die Sprengstoffanschlägen auf Wohnhäuser verwickelt war, von David Satter, dem ehemaligen Korrespondenten der Financial Times in Moskau, in seinem Buch Darkness at Dawn: the Rise of the Russian Criminal State (Yale University Press) vertreten. Auch nach Recherchen der französischen Journalisten Jean-Charles Deniau und Charles Gazelle wurden die Explosionen vom FSB gezündet, um eine Rechtfertigung für die Fortsetzung des Tschetschenienkrieges zu haben, der wiederum Putin half, die Kommunisten bei der Präsidentschaftswahl am 26. März 2000 zu schlagen.
Mehrere Duma-Abgeordnete, die Nachforschungen zu den Explosionen anstellten, wurden später ermordet.
Putin machte tschetschenische Terroristen für die Taten verantwortlich und erklärte ihnen öffentlich den Krieg.

## Kriegsverlauf

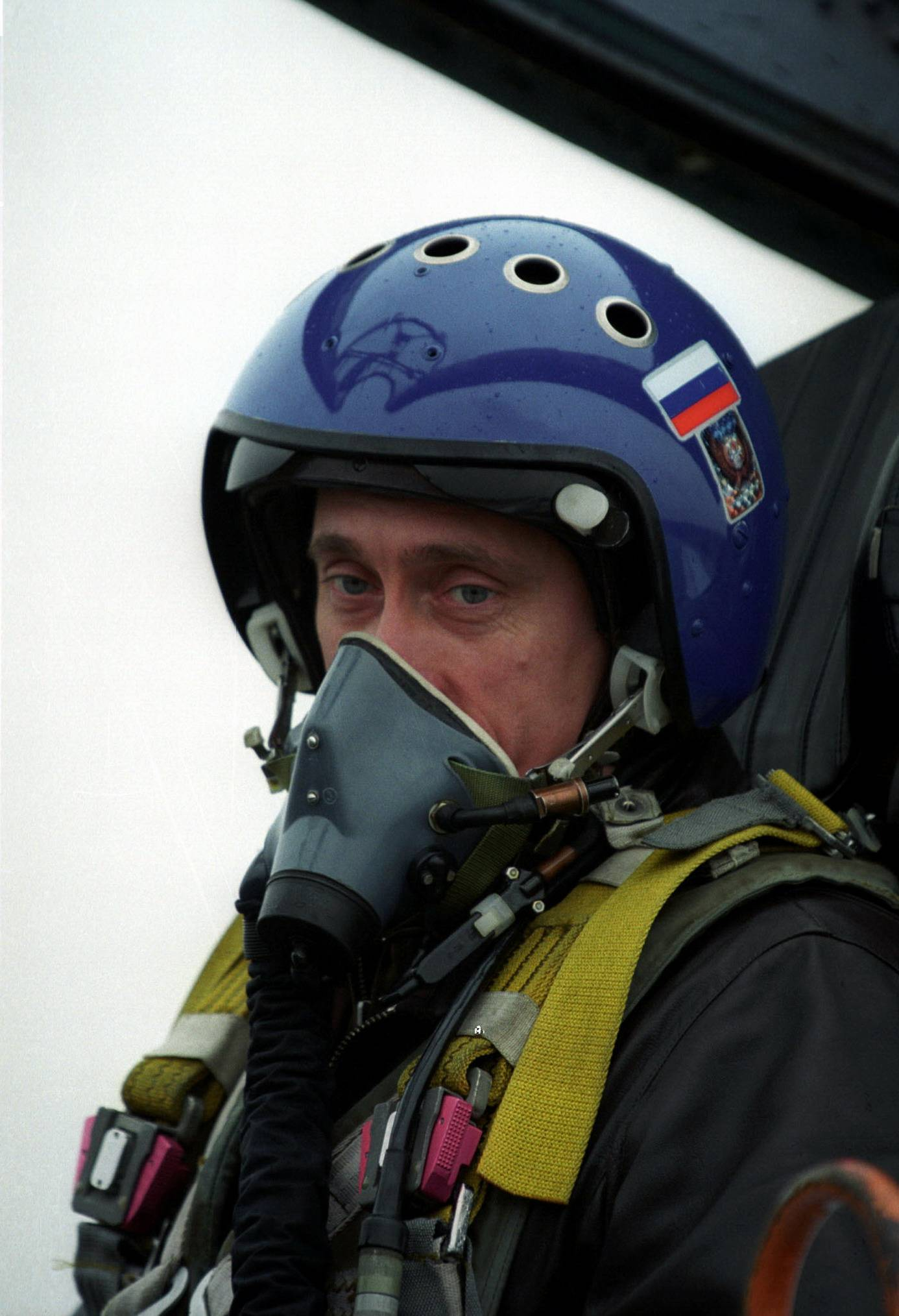
Putin in einer Su-27 nach der Landung in Grosny, März 2000

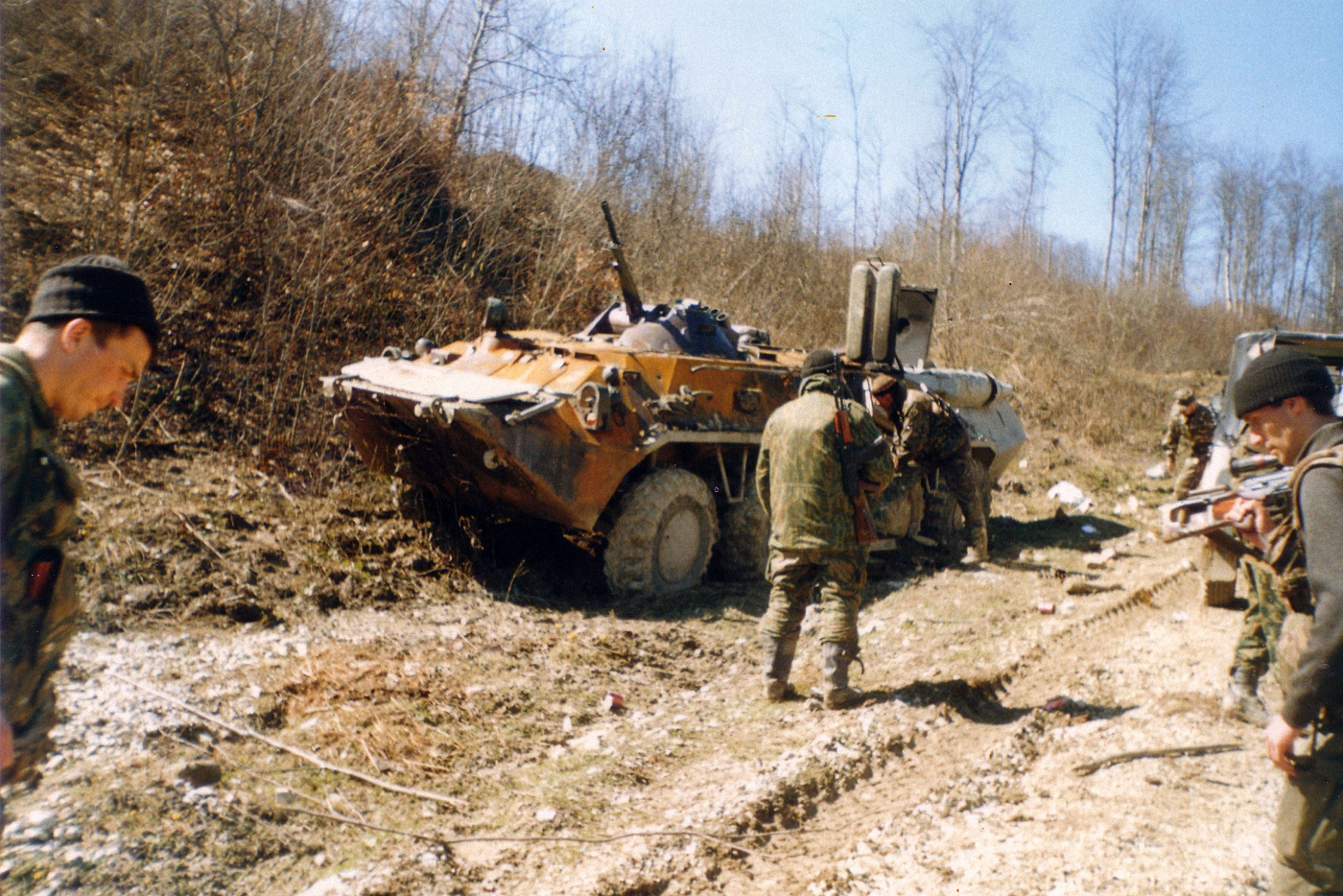
Russische Soldaten mit einem Schützenpanzer vom Typ BTR-80

Der Tschetschenienkrieg begann mit Bombardements der Luftwaffe nahe der Grenze zu Dagestan, welche das russische Verteidigungsministerium am 26. August bestätigte. In Russland gab es währenddessen Sprengstoffanschläge auf Wohnhäuser, welche auch ohne Beweise für tschetschenische Täter die Kriegsstimmung in Russland schürten. Ab dem 23. September wurden täglich Luftangriffe geflogen, welche bis zum 28. September mindestens 60.000 Menschen nach Inguschetien fliehen ließen und zivile Opfer forderten.
Am 1. Oktober 1999 marschierte die russische Armee mit 100.000 Soldaten unter Bruch des drei Jahre zuvor geschlossenen Abkommens von Chassawjurt erneut in Tschetschenien ein, um die aus Russlands Sicht kriminelle und die Rebellen unterstützende Regierung von Aslan Maschadow zu stürzen. Sie eroberte schnell den Großteil des tschetschenischen Flachlandes und nahm nach wochenlanger, verlustreicher Schlacht am 6. Februar 2000 die Hauptstadt Grosny ein. Putin flog im März 2000 mit einem Suchoi-Su-27-Kampfflugzeug nach Grosny, wo er sich mit der Führung der prorussischen Streitkräfte in Tschetschenien und Vertretern der lokalen Behörden traf.
Aslan Maschadow und die islamistischen Gruppierungen tauchten in den Untergrund ab und versuchten, sich in die schwer zugänglichen südlichen Gebirgsregionen zurückzuziehen, wo sie sich vor der russischen Armee sicher glaubten. Nachdrängende russische Truppen schlossen südlich von Grosny aber einen Großteil der flüchtenden Rebellen ein. Der überwiegende Teil von ihnen entkam nach der Schlacht um Höhe 776 der Umschließung; ein weiterer Großverband unter dem Kommando von Ruslan Gelajew wurde bei Komsomolski aufgerieben.
Die militärische Phase der russischen Operation endete bereits im Frühjahr 2000. Ihre Truppen blieben vor Ort stationiert, um eine Rückkehr der Rebellen und der rechtmäßigen Regierung zu verhindern und sie, wenn möglich, gänzlich aus ihren Rückzugsgebieten zu vertreiben.
Die verbliebenen tschetschenischen Verbände, unter denen sich auch internationale Dschihad-Kämpfer befanden, gingen in der Folge zu einer Guerilla-Taktik über, indem sie kleine Kampfeinheiten (10 bis 50 Mann) bildeten und auf überfallartige Angriffe und Anschläge auf die russische Armee setzten, bei denen oft auch tschetschenische Zivilisten starben. Ab 2000 traten erstmals auch weibliche Selbstmordattentäterinnen, die so genannten „Schwarzen Witwen“, in Erscheinung. Von Beobachtern wurden ausländische Geldgeber als Finanziers der Rebellen vermutet, wobei Georgien wegen seiner Lage als Operationsbasis vermutet wurde.
2001 startete die russische Regierung eine breit angelegte Antiterror-Operation mit dem Ziel der Zerschlagung des tschetschenischen Aufstandes. In ihrem Verlauf gelang es nach und nach, wichtige Führungspersonen des tschetschenischen Widerstandes auszuschalten, darunter Ibn al-Chattab, Abu al-Walid, Salman Radujew, Ruslan Gelajew und Aslan Maschadow. Ein Erfolg bei der Auffindung des wohl gefährlichsten Terroristen Schamil Bassajew blieb lange aus; am 10. Juli 2006 wurde sein Tod gemeldet. Angeblich wurde er durch eine russische Geheimdienstaktion getötet.
Am 26. September 2002 griffen tschetschenische Freischärler unter Ruslan Gelajew das Dorf Galaschki in der Nachbarrepublik Inguschetien an und töteten dabei 14 russische Soldaten und 17 Zivilisten.
Bei der Geiselnahme im Moskauer Dubrowka-Theater vom 23. Oktober bis 26. Oktober 2002 nahmen tschetschenische Selbstmordattentäter, darunter mehrere Frauen, unter Führung von Mowsar Barajew etwa 700 Geiseln und forderten die Beendigung des Krieges und den sofortigen Abzug des russischen Militärs. Zur Beendigung des Dramas setzten die russischen Behörden ein zuvor ungetestetes Betäubungsgas (Carfentanyl) ein. Dabei starben alle 41 Geiselnehmer sowie 129 Geiseln: die bewusstlosen Geiselnehmer durch Genickschüsse der russischen Einsatzkommandos, die Theaterbesucher überwiegend an der Betäubungsmittelüberdosis und der unzureichenden medizinischen Versorgung danach.
Bei einem Bombenanschlag auf das tschetschenische Regierungsgebäude in Grosny am 27. Dezember 2002 starben 72 Menschen. Im Februar 2003 erließ die Regierung Bush Sanktionen gegen tschetschenische Rebellengruppen und setzte sie auf ihre Liste terroristischer Organisationen, unter anderem infolge der Bombenattentate in Moskau. Außerdem wurden Bankkonten eingefroren. Bei einer Volksbefragung in Tschetschenien am 23. März 2003 stimmten laut offiziellem Ergebnis 95,5 % der Bevölkerung für den Verbleib in der Russischen Föderation. Separatistische Beobachter bezweifelten die Rechtmäßigkeit des Wahlergebnisses.
Am 5. Oktober 2003 fanden in Tschetschenien Präsidentenwahlen statt. Russlands Präsidenten Wladimir Putin, der diese Wahlen angeordnet hatte, gelang es, seinen Kandidaten Achmad Kadyrow, den Chef der Verwaltungsbehörde, durchzusetzen, indem er erwirkte, dass alle Kandidaten, die in Umfragen vor Kadyrow lagen, nicht kandidierten. Aslambek Alsachanow bekam als Gegenleistung für den Rückzug seiner Kandidatur einen Posten als Putins Beauftragter in Tschetschenien-Fragen, Malik Saidullajews Kandidatur wurde vom Obersten Gerichtshof für ungültig erklärt. Die Wahl, zu der die OSZE laut offiziellen Angaben aus Sicherheitsgründen keine Beobachter entsandt hatte, wurde von westlichen Politikern und von Menschenrechtsorganisationen als Farce bezeichnet. Kadyrow kündigte an, noch härter gegen seine Gegner vorzugehen.
Sieben Monate später, am 9. Mai 2004, starb Kadyrow bei einem Bombenanschlag. Putin ernannte daraufhin den tschetschenischen Regierungschef Sergej Abramow zum provisorischen Präsidenten.
Nach einem Radiointerview des von Moskau nicht anerkannten, im Untergrund lebenden Rebellenführers Aslan Maschadow im Juni 2004, in dem er eine Taktikänderung bei den Separatisten ankündigte, griffen am 22. Juni 2004 – am symbolträchtigen Jahrestag des deutschen Überfalls auf die Sowjetunion 1941 – tschetschenische Rebellen erneut die Nachbarrepublik Inguschetien an. Nach Augenzeugenberichten umzingelten etwa 200 schwer bewaffnete Rebellen mehrere Polizeistationen, Posten der Verkehrspolizei und eine Kaserne von Grenzsoldaten und erschossen alle anwesenden Polizisten, Soldaten sowie Mitarbeiter der Staatsanwaltschaft und des Inlandsgeheimdienstes FSB. In dem Blutbad starben 90 Menschen, darunter 62 lokale Sicherheitskräfte, der inguschetische Innenminister Abukar Kostojew, einer seiner Stellvertreter und der Gesundheitsminister.
Im September 2004 starben bei der Geiselnahme in einer Schule im nordossetischen Beslan nach offiziellen Angaben 338 Zivilisten und Sicherheitskräfte sowie die etwa 30 Geiselnehmer. Das Kommando hatte am Einschulungstag eine große Anzahl von Schülern, Lehrern und Eltern in ihre Gewalt gebracht und drohte mit der Sprengung der Turnhalle, in der sie sich mit den Geiseln aufhielten, falls Russland sich nicht aus Tschetschenien zurückzöge. Der Aktion waren die Entführung und spätere Sprengung zweier russischer Passagiermaschinen mit etwa 90 Menschen an Bord sowie ein Anschlag auf eine Station der Moskauer Metro mit 12 Todesopfern vorausgegangen. Die Verantwortung übernahm jeweils der tschetschenische Rebellenführer Schamil Bassajew.
Am 8. März 2005 gelang es den Russen, den nicht anerkannten Rebellen-Präsidenten Maschadow bei Tolstoi-Jurt zu stellen und im Verlauf der nicht näher aufgeklärten Operation zu töten. Während im Westen in diesem Zusammenhang Warnungen vor einer Radikalisierung des tschetschenischen Widerstandes geäußert wurden, gingen viele russische Beobachter, denen Maschadow als Drahtzieher und Mitorganisator zahlreicher Anschläge galt, von einer Minderung der Zahl der Terrorakte und einer Stabilisierung der Lage aus. Tatsächlich zogen sich die wenigen verbliebenen Rebellen mehr und mehr aus dem Vorhaben eines Krieges gegen Russland zurück. Ihre Zahl wurde je nach Quelle auf etwa 100–200 Mann geschätzt, die in kleinen Gruppen von 2–4 und höchstens 10–15 Mann operieren. Um ihr eigenes Fortbestehen zu finanzieren, betrieben die Gruppen auch Drogenhandel. Die russische Menschenrechtsorganisation Memorial berichtete anhand von Hochrechnungen auf der Grundlage von Opferzahlen aus einzelnen Regionen, dass in den beiden Kriegen 75.000 Zivilisten und 14.000 Militärs getötet wurden. Der tschetschenische Staatsratsvorsitzende Taus Dschabrailow vermutete insgesamt 160.000 Tote, ohne zu differenzieren.
Am 11. Juli 2006 gab der russische Inlandsgeheimdienst FSB an, er habe Schamil Bassajew in der Nacht auf den 10. Juli 2006 in einer lange geplanten Operation bei Ekaschewo in Inguschetien (Nordkaukasus) getötet. Tschetschenische Rebellen bestätigten am gleichen Tag seinen Tod, behaupteten aber, er sei bei einem Unfall gestorben. FSB-Chef Nikolai Patruschew gab dagegen an, dass Spezialeinheiten der Armee Bassajew beim Transport eines Sprengsatzes angegriffen und getötet hätten, womit ein geplanter Terroranschlag verhindert worden wäre. Eine DNA-Analyse des Leichnams bestätigte Bassajews Identität.
Am 16. April 2009 wurde auf Anweisung des russischen Präsidenten Dmitri Medwedew Tschetscheniens Status einer „Zone der Ausführung antiterroristischer Operationen“ aufgehoben. Seit dem Abzug etwa 20.000 russischer Militärangehöriger liegt die Regierungsgewalt verstärkt beim 2007 vereidigten Präsidenten Tschetscheniens, Ramsan Kadyrow. Seine diktatorische Amtsführung ist geprägt von schweren Menschenrechtsverletzungen, Korruption und einem Personenkult.

## Menschenrechtssituation

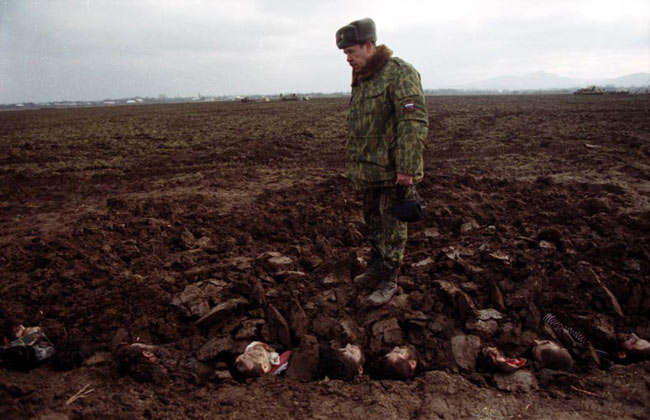
Russischer Soldat steht auf einem Massengrab in Tschetschenien

Auch in diesem Krieg verübten russische Einheiten (Soldaten, Truppen des Innenministeriums, „OMON“-Sondereinheiten) und Rebellen schwere Menschenrechtsverletzungen. Tausende von Zivilisten, vorwiegend junge tschetschenische Männer, wurden unter dem Vorwurf des Terrorismus verschleppt, gefoltert und ermordet. Sicherheitskräfte begingen an den zahlreichen Kontrollpunkten Vergewaltigungen, Plünderungen und Erpressungen der Zivilbevölkerung. Seit 2002 sind dafür zunehmend die paramilitärischen, zum Großteil aus ethnischen Tschetschenen geformten Einheiten verantwortlich. Diese wurden von Ramsan Kadyrow, Sohn des 2003 von Moskau installierten und 2004 bei einem Attentat getöteten Präsidenten der Republik, Achmad Kadyrow, kontrolliert.
2003 wurde Juri Budanow wegen Mordes an der 18-jährigen Tschetschenin Elsa Kungajewa rechtskräftig zu zehn Jahren Haft verurteilt, von denen er gut die Hälfte verbüßte. Budanow war der erste russische Offizier, der wegen eines Verbrechens im Tschetschenienkrieg vor Gericht stand.
Im Mai 2013 recherchierte die Zeitung Die Welt in Zusammenhang mit einem Flüchtlingsansturm aus der Russischen Föderation nach Deutschland. Die Zeitung erfuhr demnach aus deutschen Sicherheitskreisen, es seien vor allem Menschen aus Tschetschenien. In einem Artikel der Welt berichtete ein Mitglied der russischen NGO „Bürgerlicher Beistand“, dass es immer noch Menschenrechtsverletzungen wie Entführung, Folter und Vergewaltigung gebe. Viele Fälle würden belegen, dass Tschetschenen von ihren Kompensationen für zerstörte Häuser Schutzgeld zahlen müssten. Außerdem regiere der von der russischen Regierung unterstützte Präsident Ramsan Kadyrow das Land mit Gewalt. Die Situation der Frauen sei besonders schlimm, da „jede junge Frau […] mit einem Mann aus dem Umfeld von Kadyrow zwangsverheiratet werden [kann], wenn er es will“, so das Mitglied des „Bürgerlichen Beistands“.

## Sonstiges
Das georgische Pankissi-Tal stand wiederholt im Verdacht, tschetschenisch-islamistische Terroristen zu beherbergen.